# Natalia Gutiérrez Jaramillo
Natalia Gutiérrez Jaramillo (Medellín, 1978) administradora de empresas. En diciembre de 2019 fue nombrada presidente de Acolgen (Asociación Colombiana de Generadores de Energía Eléctrica).
Ha sido viceministra de Minas de Colombia en el gobierno de Juan Manuel Santos Calderón. Fue la presidenta de la Agencia Nacional de Minería en el gobierno de Juan Manuel Santos.

## Biografía
Gutiérrez Jaramillo es prima hermana de Patti Londoño, hoy vicecanciller de Colombia. Es egresada de la Universidad EAFIT como Administradora de Negocios y cuenta con una especialización en Finanzas y Evaluación de Proyectos. Se desempeñó como Viceministra del Minas y Ministra Encargada cuando Federico Renjifo fue ministro. De igual forma, fue Gerente General de Aluvia, Cygnus Project y gerente financiera de WinchesterOIL and Gas.
Así mismo Gutiérrez, fue miembro de la Junta Directiva de la Empresa de Interconexión Eléctrica, La Refinería de Cartagena, Reficar, la Agencia Nacional de Infraestructura, Cormagdalena y la Financiera de Desarrollo Regional. Fue la coordinadora de la vicepresidencia de Proexport, entre febrero de 2002 y agosto de 2002, cuando el vicepresidente de exportaciones era Julián Guerrero y la presidenta de Proexport era Claudia Turbay Quintero.